# صموئيل ماكلين
صموئيل ماكلين (بالإنجليزية: Samuel McLean)‏ هو دبلوماسي أمريكي، ولد في 12 سبتمبر 1797 في الإسكندرية في الولايات المتحدة، وتوفي في 19 مارس 1881 في فيلادلفيا في الولايات المتحدة.